# 代 (単位)
代（しろ/たい・頃）は、日本の古代から中世にかけて用いられた土地面積の単位。『日本書紀』では中国の土地面積の単位の名称だけ借りて「頃」と表記した例もあるが、実際には用いられなかったとされる。また、読み方についても通説では古代には「しろ」と読まれ、中世期に「たい」の読み方が現れるとされているが、「しろ」の訓の根拠は南北朝時代に書かれた『拾芥抄』（田籍部）までしか遡れず、古代における実際の読み方が「しろ」であったのか疑問を持つ意見もある。
始めは稲1束が収穫できる土地面積を指したが、土地によって地味や水利が異なる上、1束じたいも人が持てる稲の量に基づくものであったために測定する人によって個人差が出る性格を有していたため、その面積はまちまちであった。
代の面積が規定化されたのは、唐の度量衡が導入された7世紀前半（『扶桑略記』によれば舒明天皇期）のこととされている。この時、高麗尺方6尺を1歩とし、1/50段＝5歩＝1代（1段＝250歩）の換算が行われるようになった。律令制導入後公式には代の使用は行われなくなるが民間の慣習としては引き続き用いられる。この際、1段＝360歩に改められていたため、それに合わせる形で1/50段＝7.2歩＝1代の換算が用いられたことが当時の田図から判明する。中世以後も日本の広い全域において段と組み合わされて用いられた。なお、江戸時代の土佐藩では太閤検地後の1段＝300歩時期にも用いられ、1/50段＝6歩＝1代の換算が用いられていた。